# Wolfram Hoyer
Wolfram Hoyer OP (* 9. Juni 1969 in Augsburg als Christian Hoyer; † 30. Juli 2020 auf der A8 zwischen Augsburg und München) war ein römisch-katholischer Ordensgeistlicher, Theologe und Ordenshistoriker.

## Leben
Hoyer wuchs in Großaitingen im Landkreis Augsburg auf. Er trat der Ordensgemeinschaft der Dominikaner bei, legte am 28. September 1991 seine Profess ab und empfing nach seiner theologischen Ausbildung am 16. Juni 1995 in der Wiener Dominikanerkirche die Priesterweihe. Hoyer studierte von 1991 bis 1994 Katholische Theologie an der Universität Wien. Ein Geschichtsstudium am Institut für Österreichische Geschichtsforschung schloss er 1998 mit der Staatsprüfung ab. 2000 wurde er in Kirchengeschichte bei Karl-Heinz Frankl an der theologischen Fakultät der Universität Wien promoviert. 2017 wurde er bei Meta Niederkorn an der historisch-kulturwissenschaftlichen Fakultät der Universität Wien mit einer Dissertation „Dominikanische Buchnormen“ promoviert.
Für den Wiener Dominikanerkonvent betreute er die umfangreiche Bibliothek und das Ordensarchiv des Konvents und der Provinz. Zudem war er in Wien als Prokurator, Promotor für die Öffentlichkeitsarbeit, Promotor für Selig- und Heiligsprechungen sowie als Rektor der Kirche St. Ursula der Universität für Musik und darstellende Kunst Wien tätig.
Er war über 14 Jahre lang Seelsorger an der Autobahnkirche Maria, Schutz der Reisenden in Adelsried. Zuletzt war er Prior des der Augsburger Dominikanerkonvent an Hl. Kreuz.
Am 30. Juli 2020 blieb sein Auto auf der A8 bei Sulzemoos mit einer Panne liegen. Beim Aufstellen des Warndreiecks wurde er von einem schleudernden Anhänger erfasst, der sich vom Zugfahrzeug gelöst hatte. Hoyer starb noch an der Unfallstelle im Alter von 51 Jahren.

## Wirken
Er war Gastprofessor für Kirchengeschichte an das Dominican Institute of Philosophy and Theology der Provinz des Hl. Joseph des Arbeiters in Ibadan (Nigeria). Am historischen Institut der Dominikaner in Rom, dem „Istituto Storico Domenicano“ war er als Dozent tätig.
Wolfram Hoyer forschte und publizierte zur Geschichte des Dominikanerordens, insbesondere zur Provinz des hl. Albertus Magnus in Süddeutschland und Österreich. Seine Dissertationsschrift zum Thema „Dominikanische Buchnormen“ befasste sich ausführlich mit den Gesetzen und Normen des Dominikanerordens seit dem 13. Jahrhundert bis in die Gegenwart. Hoyer veröffentlichte zahlreiche Schriften und Aufsätze.
Für die Geschwister-Zabel-Stiftung engagierte er sich als Historiker.

## Schriften
- Kirchengeschichte als Heilsgeschichte – Zum Geschichtsbild Hubert Jedins, Wien 1994 (Magisterarbeit)
- Restitutio ad pristinam gloriam – Die böhmische Dominikanerprovinz zwischen 1778 und 1857, Wien 1998 (Staatsprüfung)
- Jordan von Sachsen – Ordensmeister, Geschichtsschreiber, Beter, St. Benno 2002
- Albertus Magnus – gestern und heute., 2009
- Gott loben, segnen, verkündigen – 75 Jahre Dominikanerprovinz des hl. Albert in Süddeutschland und Österreich, Herder 2014
- Dominikanische Buchnormen, Universität Wien (Dissertation 2017[5])